# Ilarionove
Ilarionove (en ukrainien : Іларіонове) ou Illarionovo (en russe : Илларионово) est une commune urbaine de l'oblast de Dnipropetrovsk, en Ukraine. Sa population s'élevait à 8495 habitants.

## Géographie
Ilarionove se trouve à 22 km à l'ouest de Dnipro et à 411 km au sud-est de Kiev.

## Histoire
La fondation d'Ilarionove remonte à la construction de la gare ferroviaire « Ivanivka » (« Ivanovka » en russe), en 1875. Le village fut renommé Ilarionove en 1899, d'après le prénom d'un propriétaire. Il accéda au statut de commune ukrainienne en 1938.

## Population
Recensements (*) ou estimations de la population :
| 1959* | 1970* | 1979* | 1989* |
| ----- | ----- | ----- | ----- |
| 7 981 | 8 489 | 8 668 | 8 726 |

| 2001* | 2011  | 2012  | 2013  |
| ----- | ----- | ----- | ----- |
| 8 495 | 8 918 | 8 959 | 8 992 |